# Luca Bacchetti
Luca Bacchetti (Castelnuovo di Garfagnana, 14 de agosto de 1973) es un músico, productor y dj italiano. 
Comenzó su carrera en la radio, es fotógrafo y pintor profesional. Perteneció a los sellos discográficos: Defected, Wagon Repair y Tenax Recordings. Ha tocado por Estados Unidos, Kiev, Bali, en diciembre de 2016 esta en gira por América Latina.

## Discografía
- Equilibrium EP,
- Esa Nena Quiere,
- Like a Sadhu EP,
- Once Again,
- Human EP